# Bahnstrecke Dachau–Altomünster
| |                                    |                                   |                                   |
| Streckennummer (DB): | 5502                               |                                   |                                   |
| Kursbuchstrecke (DB): | 999.2, 999.30 (bis 2014)           |                                   |                                   |
| Kursbuchstrecke: | 413b (1946)                        |                                   |                                   |
| Streckenlänge: | 29,691 km                          |                                   |                                   |
| Spurweite: | 1435 mm (Normalspur)               |                                   |                                   |
| Streckenklasse: | CE                                 |                                   |                                   |
| Stromsystem: | 15 kV 16,7 Hz ~                    |                                   |                                   |
| Minimaler Radius: | 190 m                              |                                   |                                   |
| Streckengeschwindigkeit: | 80 km/h                            |                                   |                                   |
| Zugbeeinflussung: | PZB                                |                                   |                                   |
| Zweigleisigkeit: | Oberbachern Üst– Schwabhausen Nord |                                   |                                   |
| |                                    |                                   |                                   |
| \| \| \| von München Hbf \| \| \| \| 0,063 \| Dachau Bahnhof \| 482 m \| \| \| \| nach Treuchtlingen \| \| \| \| 0,700 \| Amper (53 m) \| Amper (53 m) \| \| \| \| Anschluss Papierfabrik \| \| \| \| 1,428 \| Dachau Stadt \| Dachau Stadt \| \| \| 4,170 \| Breitenau (bis 1987) \| Breitenau (bis 1987) \| \| \| 6,053 \| Bachern (seit 2014) \| Bachern (seit 2014) \| \| \| 6,400 \| Bachern (bis 2014) \| Bachern (bis 2014) \| \| \| 7,954 \| Oberbachern Üst \| Oberbachern Üst \| \| \| \| Anschluss Umspannwerk Oberbachern \| \| \| \| 8,132 \| Oberbachern (Anst) \| Oberbachern (Anst) \| \| \| 9,034 \| Schwabhausen (b Dachau) \| 496 m \| \| \| 11,049 \| Schwabhausen Nord (Üst) \| Schwabhausen Nord (Üst) \| \| \| 12,160 \| Niederroth \| Niederroth \| \| \| 16,160 \| Markt Indersdorf (ehem. Bf) \| 470 m \| \| \| 19,202 \| Arnbach \| Arnbach \| \| \| 22,357 \| Erdweg \| 475 m \| \| \| 22,672 \| Glonn (30 m) \| Glonn (30 m) \| \| \| 25,640 \| Kleinberghofen \| Kleinberghofen \| \| \| 28,560 \| Stumpfenbach (bis 1994) \| Stumpfenbach (bis 1994) \| \| \| 29,754 \| Altomünster \| 494 m \| \| \| \| \| \| \| Quellen: [1][2][3][4][5][6] \| \| \| \| |                                    |                                   |                                   |
| Strecke |                                    | von München Hbf                   | von München Hbf                   |
| Bahnhof | 0,063                              | Dachau Bahnhof                    | 482 m                             |
| Abzweig geradeaus und nach rechts |                                    | nach Treuchtlingen                | nach Treuchtlingen                |
| Brücke über Wasserlauf | 0,700                              | Amper (53 m)                      | Amper (53 m)                      |
| Abzweig geradeaus und ehemals nach links |                                    | Anschluss Papierfabrik            | Anschluss Papierfabrik            |
| Haltepunkt / Haltestelle | 1,428                              | Dachau Stadt                      | Dachau Stadt                      |
| ehemaliger Haltepunkt / Haltestelle | 4,170                              | Breitenau (bis 1987)              | Breitenau (bis 1987)              |
| Haltepunkt / Haltestelle | 6,053                              | Bachern (seit 2014)               | Bachern (seit 2014)               |
| ehemaliger Bahnhof | 6,400                              | Bachern (bis 2014)                | Bachern (bis 2014)                |
| Blockstelle | 7,954                              | Oberbachern Üst                   | Oberbachern Üst                   |
| Abzweig geradeaus und von rechts |                                    | Anschluss Umspannwerk Oberbachern | Anschluss Umspannwerk Oberbachern |
| Blockstelle | 8,132                              | Oberbachern (Anst)                | Oberbachern (Anst)                |
| Haltepunkt / Haltestelle | 9,034                              | Schwabhausen (b Dachau)           | 496 m                             |
| Blockstelle | 11,049                             | Schwabhausen Nord (Üst)           | Schwabhausen Nord (Üst)           |
| Haltepunkt / Haltestelle | 12,160                             | Niederroth                        | Niederroth                        |
| Haltepunkt / Haltestelle | 16,160                             | Markt Indersdorf (ehem. Bf)       | 470 m                             |
| Haltepunkt / Haltestelle | 19,202                             | Arnbach                           | Arnbach                           |
| Bahnhof | 22,357                             | Erdweg                            | 475 m                             |
| Brücke über Wasserlauf | 22,672                             | Glonn (30 m)                      | Glonn (30 m)                      |
| Haltepunkt / Haltestelle | 25,640                             | Kleinberghofen                    | Kleinberghofen                    |
| ehemaliger Haltepunkt / Haltestelle | 28,560                             | Stumpfenbach (bis 1994)           | Stumpfenbach (bis 1994)           |
| Kopfbahnhof Streckenende | 29,754                             | Altomünster                       | 494 m                             |
| |                                    |                                   |                                   |
| Quellen: |                                    |                                   |                                   |

Die Bahnstrecke Dachau–Altomünster, auch Bummerl, Bockerl oder nach dem Theaterstück Die Lokalbahn von Ludwig Thoma auch Ludwig-Thoma-Bahn genannt, ist eine hauptsächlich eingleisige und elektrifizierte Nebenbahn in Bayern. Sie ist in den Münchner Verkehrs- und Tarifverbund (MVV) integriert und bildet einen Ast der Linie S2 der S-Bahn München. Die Stichbahn verbindet die Stadt Dachau an der Bahnstrecke München–Treuchtlingen mit Altomünster; wichtigste Zwischenstationen sind die Begegnungspunkte Schwabhausen (b Dachau) und Erdweg. Bis 2014 war sie die einzige nicht elektrifizierte Strecke der S-Bahn München und wurde von der Linie A bedient.

## Geschichte

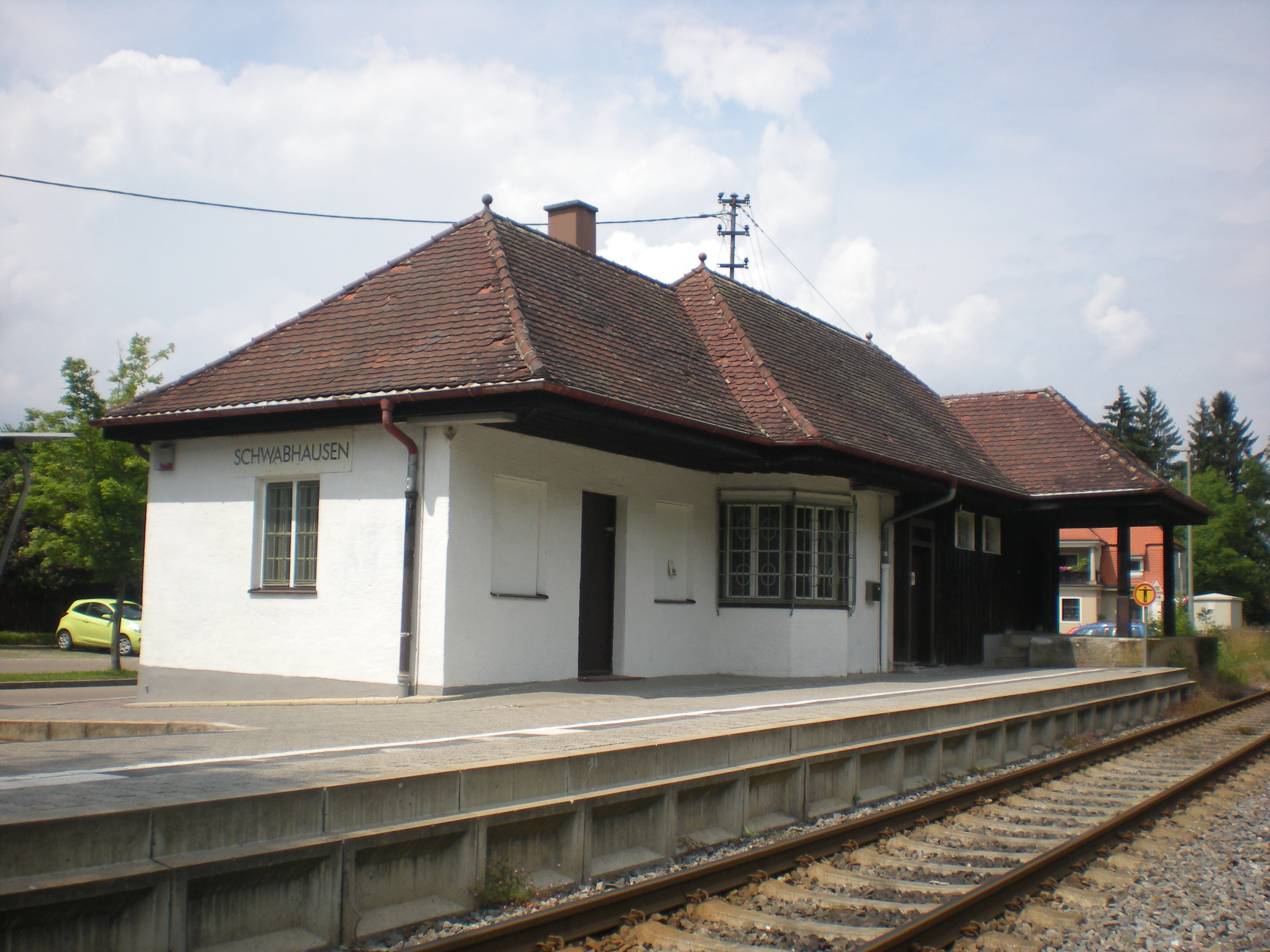
Das Empfangsgebäude des Bahnhofs Schwabhausen (b Dachau), 2013

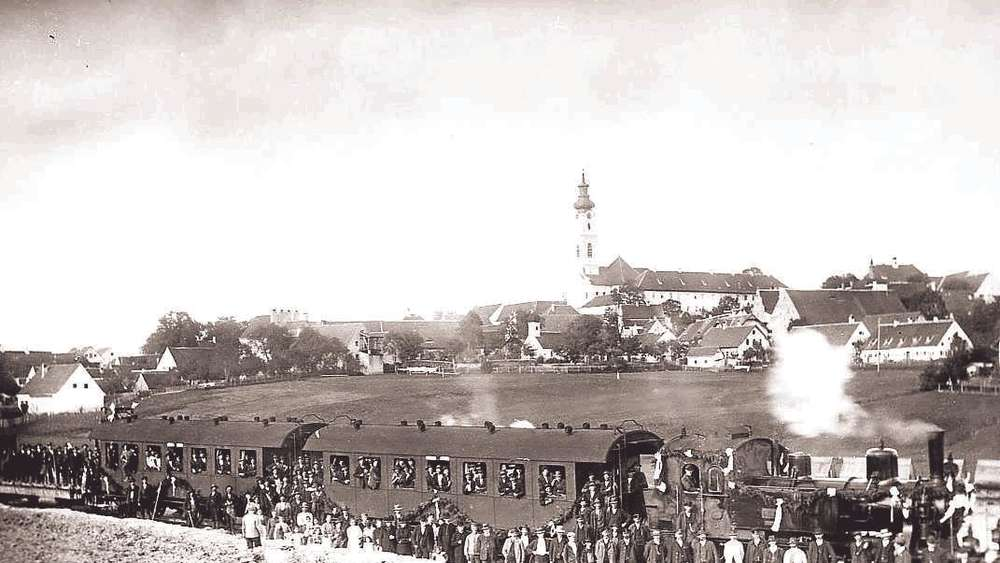
Eröffnung der Strecke 1913 in Altomünster

Zu Beginn des 20. Jahrhunderts gab es für den Bau einer Eisenbahn von der Strecke München–Treuchtlingen abgehend zur Erschließung des Dachauer Hinterlandes mehrere Planungen. Schon 1893 wurde ein Eisenbahn-Comité gegründet, das den Bau einer Lokalbahn nach Altomünster forderte. Dies geschah 1898 auch seitens des benachbarten Indersdorf. Für die Trassierung gab es damit verschiedene Vorschläge: Anbindung von Altomünster über Schwabhausen und Erdweg ab dem Bahnhof Dachau oder eine Verbindung von Markt Indersdorf, abgehend ab Hebertshausen. Die jeweiligen Gemeinden konnten sich nicht auf die eine oder andere Trassenführung einigen, was zu einem Kompromiss führte.
Dieser Kompromiss spiegelt sich im heutigen Verlauf der Trasse wider. Erst führt sie nach Westen bis Schwabhausen, anschließend weiter nach Norden bis Indersdorf, zuletzt im Glonntal wieder in Richtung Südwesten bis Erdweg. Von dort erreicht die Strecke in nordwestlicher Richtung Altomünster. Dies resultiert bei einer Entfernung von knapp 20 Kilometern Luftlinie zwischen Dachau und Altomünster in einer Streckenlänge von 29,9 Kilometern. Um die Jahreswende 1910/1911 begann der Bau. Am 8. Juli 1912 ging zunächst der Abschnitt bis Indersdorf, am 18. Dezember 1913 die Gesamtstrecke bis Altomünster in Betrieb. Die Baukosten betrugen 1.826.021 Mark. Die Empfangsgebäude waren nach einheitlichem Muster, aber in verschiedenen Größen ausgeführt.
Die Streckenhöchstgeschwindigkeit betrug zunächst 40 km/h.
Am 31. Mai 1981 wurde die Streckenhöchstgeschwindigkeit auf 60 km/h angehoben und auf einer Länge von circa 23 Kilometern erreicht. Eine weitere Geschwindigkeitserhöhung war aufgrund der 43 Bahnübergänge, davon nur zehn technisch gesichert, nicht möglich. Die Auflassung von 20 Bahnübergängen wurde untersucht, die Gemeinden nannten 1982 17 Bahnübergänge, deren Auflassung technisch möglich erschien. Um 1993 existierten noch 37 Bahnübergänge, davon 23 ohne technische Sicherung.
1982 wurde das Pilotmodell zuggesteuerte Signaltechnik eingeführt, das unter anderem Rückfallweichen in Indersdorf und Altomünster, Zugbahnfunk, Lichthauptsignale, Freimeldung durch am Zugschluss angebrachte Sender und weniger Personal vorsah. Der Signalisierte Zugleitbetrieb, zunächst als technisierter Zugleitbetrieb – System München bezeichnet, basierte auf reduzierten Sicherheitsanforderungen für wenig belastete Bahnstrecken, die 1981 herausgegeben wurden. Er wurde auf der Strecke Dachau–Altomünster erprobt. Der Einbau erfolgte ab 1985, die Inbetriebnahme am 20. März 1986. Gleichzeitig wurde die Streckenhöchstgeschwindigkeit von 60 auf 80 km/h heraufgesetzt, aufgrund vieler technisch nicht gesicherter Bahnübergänge jedoch nur in einzelnen Abschnitten erreicht. Vor Einführung der neuen Technik gab es auf der Strecke, außerhalb der Bahnhöfe Dachau und Indersdorf, keine technische Sicherung. Es erfolgten mündliche Zugmeldungen.
Im Zuge von Ausbaumaßnahmen an der Staatsstraße 2047 wurde der Bahnübergang Webling im Jahr 1992 durch eine Brücke ersetzt.

### Ausbau

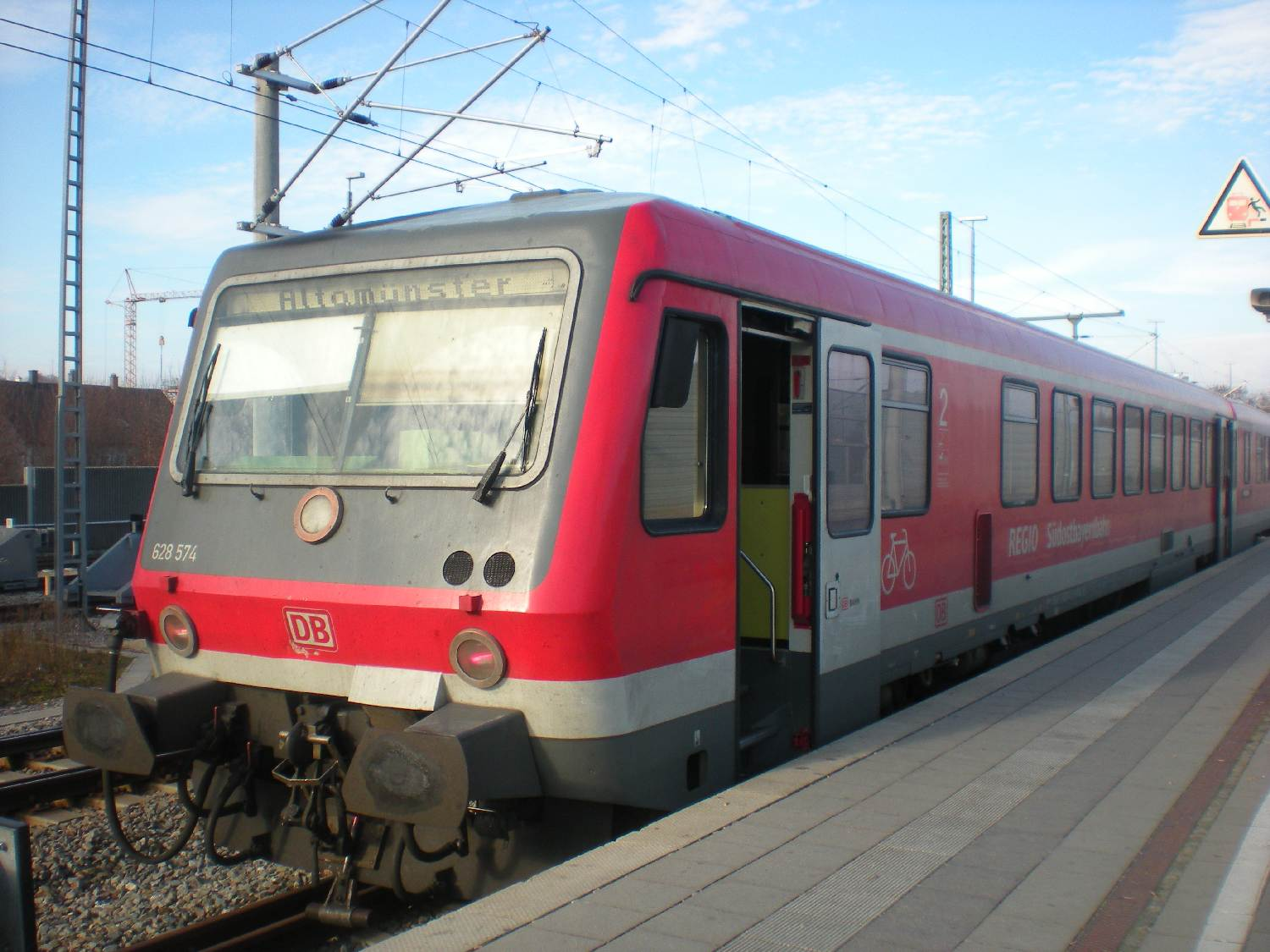
Ein Triebwagen der Baureihe 628 in Dachau

Im Juni 1994 unterzeichneten Vertreter des Freistaats, des Landkreises, des MVV und der Deutschen Bahn einen Vertrag über die Beschaffung von fünf Triebwagen der Baureihe 628.4 für die Strecke. Vier der fünf je vier Millionen D-Mark teuren Züge wurden je zur Hälfte durch den Freistaat Bayern und die Deutsche Bahn AG finanziert, der fünfte je hälftig von Landkreis und der Deutschen Bahn AG. Daneben finanzierte der Freistaat die MVV-gerechte Ausstattung der Bahnhöfe mit 1,9 Millionen D-Mark.
1997 kündigte der Altomünsterer Bürgermeister Konrad Wagner in einer Gemeinderatssitzung den Bau neuer zweigleisiger Abschnitte zwischen Altomünster und Kleinberghofen sowie Dachau und Bachern bis 2002 an. Damit sollte eine Verdichtung vom Stunden- zum 40-Minuten-Takt ermöglicht werden. Ende September 1998 wurde der für fast drei Millionen DM umgebaute Bahnhof Altomünster eröffnet.
1998 kündigte Wirtschaftsminister Otto Wiesheu an, den Stundentakt auf der Strecke perspektivisch zum Halbstundentakt verdichten zu wollen. Dazu sollten Ausweichstellen entstehen sowie die Bahnsteige verlängert werden, um auch Züge in Dreifachtraktion fahren zu können. Zunächst sollte die Bayerische Eisenbahngesellschaft einen sechsten Triebwagen der Baureihe 628.4 beschaffen, um übervollen Zügen im Berufsverkehr entgegenzuwirken.

### Elektrifizierung
In den 2000er Jahren begannen die Planungen zur Elektrifizierung der Strecke. Eine Nutzen-Kosten-Analyse des Bayerischen Wirtschaftsministerium erwartete im Jahr 2004, bei geschätzten Kosten von 31 Millionen Euro, einen die Kosten übersteigenden Nutzen. Durch die Elektrifizierung könnte die Einbindung in das S-Bahn-Netz verbessert und Kosten eingespart werden. Die geschätzten Kosten lagen 2005 bei 32 Millionen Euro. Ende Juni 2006 wurde die Planungsvereinbarung für die Elektrifizierung unterzeichnet. 2007 wurde eine Kostensteigerung von zunächst 28 auf 50 Millionen Euro bekannt.
Nach einem Scoping-Termin am 30. März 2007 beantragte die Deutsche Bahn am 19. Dezember 2008 die Einleitung des Planfeststellungsverfahrens. Die Pläne wurden Anfang 2010 ausgelegt und im Mai 2010 erstmals erörtert. Im September 2010 wurden überarbeitete Pläne vorgelegt, die im Mai und Juni 2011 ausgelegt und im Juli 2011 erörtert wurden. Im Januar 2012 wurden nochmals überarbeitete Pläne vorgelegt und dem Kreis der Betroffenen mit Gelegenheit zur Stellungnahme übersandt. Daraufhin kam es zu weiteren Änderungen an den Plänen, die im März 2012 vorgelegt und den Betroffenen übersandt wurden, was zu weiteren Änderungen führte. Insgesamt gingen im Laufe des Verfahrens 63 Einwendungen privat Betroffener ein. Am 25. Mai 2012 legte die Anhörungsbehörde, die Regierung von Oberbayern, den Anhörungsbericht vor. Am 31. Mai 2012 erhielt das Eisenbahn-Bundesamt (EBA) die planfestzustellenden Unterlagen. Das Vorhaben wurde Ende Oktober 2012 über die Zentrale des EBA an die EBA-Außenstelle Hamburg/Schwerin zur Bearbeitung gegeben. Bis kurz vor Abschluss des Verfahrens legte der Vorhabenträger überarbeitete Unterlagen vor. Laut einem Pressebericht habe sich die Genehmigung durch Personalmangel beim Eisenbahn-Bundesamt verzögert.
Ursprünglich sollte der Bau 2012 beginnen, die Fertigstellung war für 2013 geplant, der Ausbau wurde jedoch wiederholt verschoben. Der Planfeststellungsbeschluss wurde am 30. Januar 2013 erlassen. Mitte November 2013 wurde der Auftrag zur Elektrifizierung der Strecke in Höhe von acht Millionen Euro vergeben. Im Rahmen der europaweiten Ausschreibung waren fünf Angebote eingegangen. Die letzte Kostenschätzung ging von 47 Millionen Euro aus.

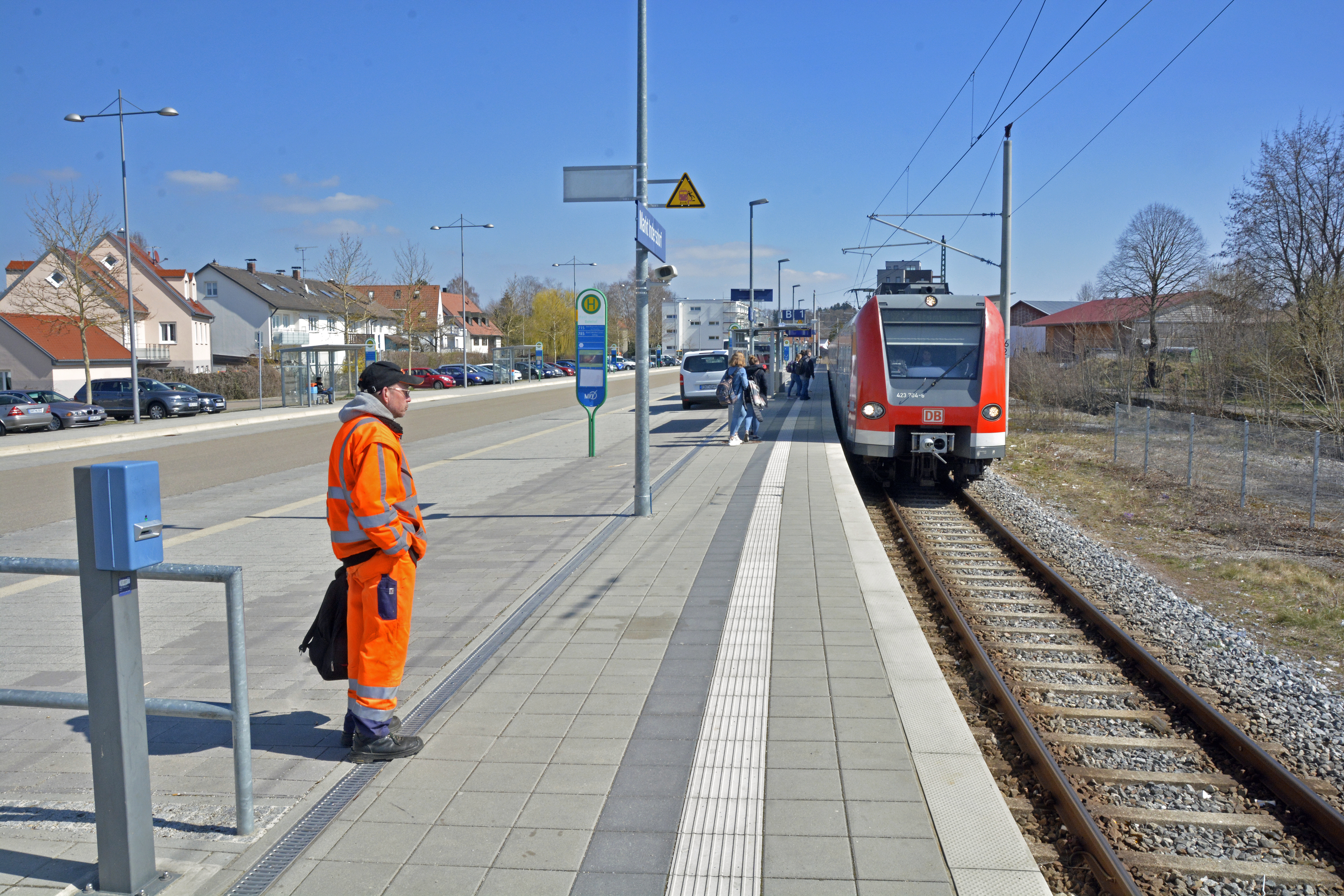
Haltepunkt Markt Indersdorf mit Schnittstelle zum Busverkehr (2019)

Vom 28. April bis 13. Dezember 2014 war die Strecke wegen der Baumaßnahmen komplett gesperrt. Die S-Bahn-Strecke wurde durchgängig elektrifiziert, die Bahnsteige aller Stationen auf 140 m verlängert und auf 96 cm erhöht. Der Haltepunkt Bachern wurde dabei leicht verlegt. Bei Schwabhausen (km 7,9 bis 11) und bei Erdweg (km 21,9 bis 22,6) entstanden zweigleisige Begegnungsabschnitte. Erdweg wurde zum Zugkreuzungsbahnhof ausgebaut und der bisherige Kreuzungsbahnhof Markt Indersdorf auf ein Gleis zurückgebaut. Darüber hinaus wurden 31 Bahnübergänge, zwei Straßenüberführungen und drei -unterführungen neu- bzw. umgebaut. 600 Oberleitungsmasten wurden aufgestellt.
Damit wurde ein 30-Minuten-Takt möglich. Da es zu Verzögerungen im Bauablauf gekommen war, konnte der Bahnbetrieb nicht wie geplant am 17. November, sondern erst zum Fahrplanwechsel am 14. Dezember 2014 wieder aufgenommen werden. Die Höchstgeschwindigkeit wurde weitgehend von 60 auf 80 km/h heraufgesetzt. In einzelnen Abschnitten wurden wenigstens 70 km/h hergestellt.
Von den Baukosten in Höhe von 68 Millionen Euro übernahm der Freistaat Bayern 50 Millionen Euro.
Im Rahmen des Projektes „Bahnausbau Region München“ wurde auch die Strecke Dachau-Altomünster betrachtet und deren weiterer Ausbau gutachterlich geprüft. Dem Gutachten nach sind der zweigleisige Ausbau, die Verlängerung der Strecke bis Aichach und ein neuer Halt Breitenau negativ zu bewerten und daher nicht weiterzuverfolgen.

## Streckenverlauf
Die Bahnstrecke nimmt in Dachau Bahnhof an der Bahnstrecke München–Treuchtlingen ihren Ausgang, mithin im Ampertal. Sie wendet sich noch im Stadtbereich von Dachau westwärts ins Tal des Webelsbaches, dem sie bis Oberbachern folgt. Im Dachauer Hügelland setzt die Trasse nun nordwärts nach Schwabhausen ins Tal des Rothbachs über, um bei Karpfhofen (Markt Indersdorf) das weite Glonntal zu erreichen. Richtung Westen hält sich die Bahnstrecke dann an den südlichen, flachen Talhangfuß der weiten Gewässersenke bis Erdweg, wo neulich nordwärts entlang des Zeitlbachs und dann des Stumpfenbachs der Endpunkt Altomünster erreicht wird.

## Verkehr und Fahrzeugeinsatz

### Personenverkehr
Täglich verkehrten zunächst drei Personenzugpaare (früh, mittags, abends), an Sonn- und Feiertagen wurde ein viertes Zugpaar eingesetzt. Die Reisezeit der Personenzüge mit Güterbeförderung (PmG) lag bei etwa 80 Minuten. Die Züge wurden ausschließlich mit Wagen der 4. Wagenklasse gebildet. Mit der Abschaffung der 4. Klasse wurden die Züge ab 1928 mit Wagen der 3. Klasse gebildet.
1930 wurde die Zahl der täglichen Zugpaare auf vier angehoben und die Mitführung von Güterwagen an Reisezügen aufgegeben, wodurch die Reisezeit auf etwa 75 Minuten verkürzt werden konnte. Anfang der 1930er Jahre erfolgte eine weitere Reisezeitverkürzung auf etwa 60 Minuten. 1936 wurde die Streckenhöchstgeschwindigkeit auf 50 km/h angehoben, ohne spürbaren Reisezeiteffekt.
Im Zweiten Weltkrieg stiegen die Reisendenzahlen deutlich an und erreichten 1948, auch aufgrund vieler Hamsterfahrten von Münchnern ins Umland, ihren absoluten Höhenpunkt. 1951 verkehrten täglich sechs (sonntags vier) Zugpaare. Berufsverkehrszüge umfassten bis zu zehn zweiachsige Wagen und wurden bis München-Allach (MAN, Krauss-Maffei) durchgebunden. 1955 wurde die 3. Wagenklasse aufgehoben und die Züge ausschließlich mit Wagen der 2. Klasse gebildet. 1968 wurde die Reisezeit auf 46 bis 53 Minuten reduziert.
Mit der Einführung des MVV-Verbundtarifs zum 28. Mai 1972 wurde die gesamte Strecke in diesen integriert. Das Angebot wurde auf zehn Zugpaare ausgeweitet, davon eines nur bis Indersdorf. Diese Angebotsverbesserungen führten zu einer steigenden Nachfrage. Bedient wurde sie weiterhin mit Nahverkehrszügen. Zum Einsatz kamen Wendezüge mit yl-Wagen und n-Wagen, die mit Lokomotiven der Baureihe 211 bespannt waren. Zuvor, bis 1965, wurden die Züge mit Dampflokomotiven der Baureihe 86 bespannt. In der Frühzeit verkehrten hier Lokomotiven der Baureihe bayerische PtL 2/2, später auch die bayerische G 3/4 H.
Durch die Erhöhung der Streckenhöchstgeschwindigkeit und durch verkürzte Haltezeiten wurde die Reisezeit 1981 nochmals um vier Minuten reduziert. 1982 wurden die Busfahrpläne mit dem Fahrplan der Strecke abgestimmt. 1983 betrug das Reisendenaufkommen noch knapp 1360 Reisendenkilometer je Kilometer Betriebslänge.
Ab Sommer 1986 wurden elf Zugpaare (Montag bis Freitag) angeboten. Nach Ausbaumaßnahmen an Unter- und Oberbau zwischen Dachau und Bachern sowie die Auflassung der Reisezughalte in Breitenau und Stumpfenbach wurde die Reisezeit ab September 1987 auf 40 Minuten abgesenkt. Dazu trugen auch stärkere Triebfahrzeuge (Baureihe 212 statt Baureihe 211) bei. Durch einen verbesserten Übergang zur S-Bahn Richtung München in Dachau (fünf Minuten Übergangszeit) konnte eine Reisezeitverkürzung zwischen Altomünster und München um bis zu 20 Minuten auf nunmehr 67 bis 70 Minuten erreicht werden.
1992 verkehrten auf der Strecke 13 Zugpaare täglich. Die Fahrgastzahlen von/nach Altomünster lagen zwischen 1982 und 1992 bei etwa 500 pro Tag, Indersdorf passierten täglich etwa 1400 Reisende, Dachau Stadt etwa 1800.

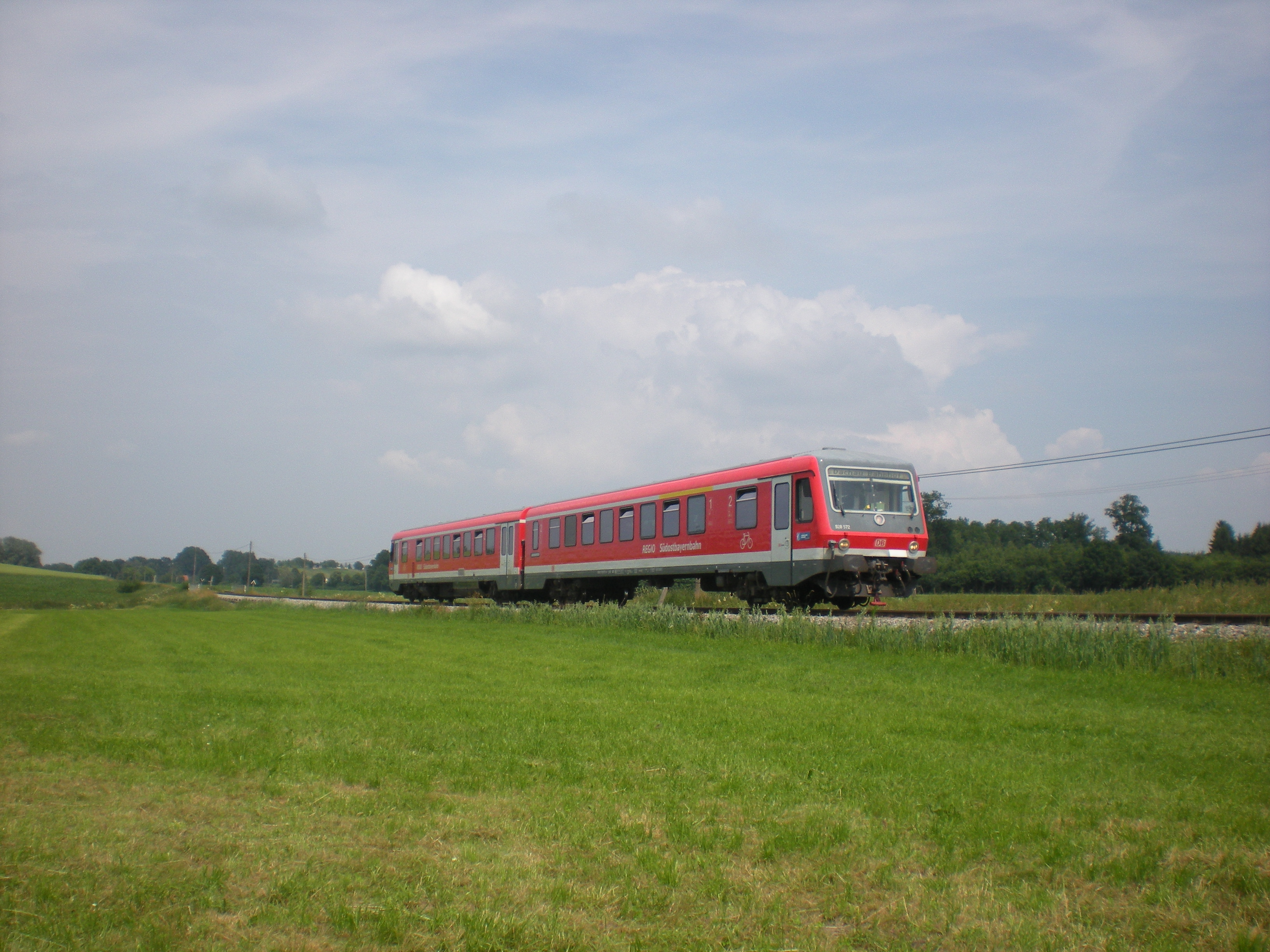
Triebwagen der Baureihe 628 auf der Linie A bei Schwabhausen

Im April 1994 wurde die Nebenbahn als Linie A in das Netz der S-Bahn München eingebunden. A stand dabei für Altomünster.
Im Herbst 1995 wurden 4150 Fahrgäste pro Tag gezählt. Die meistfrequentierten Stationen waren Erdweg und Altomünster. Ein Jahr zuvor, vor Einführung der S-Bahn, waren es 3450 gewesen. Zwischen 1992 und Mitte 1995 nahm die Zahl der Fahrgäste auf der Linie um 38 Prozent zu.
Zur Einführung des Bayern-Takts, im Juni 1996, wurde das Angebot auf der Strecke – auch am Wochenende – zum Stundentakt verdichtet und die Zahl der bis München Hauptbahnhof durchfahrenden Zugpaare auf sechs erhöht. Zum Fahrplanwechsel im April 1997 wurde ein weiteres Zugpaar bis München Hauptbahnhof verlängert.
In den 1990er Jahren wurde die planmäßige Reisezeit auf der Strecke um fünf Minuten verkürzt.
Die Strecke wurde von Dieseltriebwagen der Baureihe 628 bedient. Im Fahrplan 2010/2011 betrug die Reisezeit von Dachau nach Altomünster 41 Minuten, was einer Reisegeschwindigkeit von knapp 44 km/h entspricht. Für den Zeitraum der Bauarbeiten ersetzte die Deutsche Bahn vom 27. April bis zum 13. Dezember 2014 den Schienenverkehr durch einen Schienenersatzverkehr.

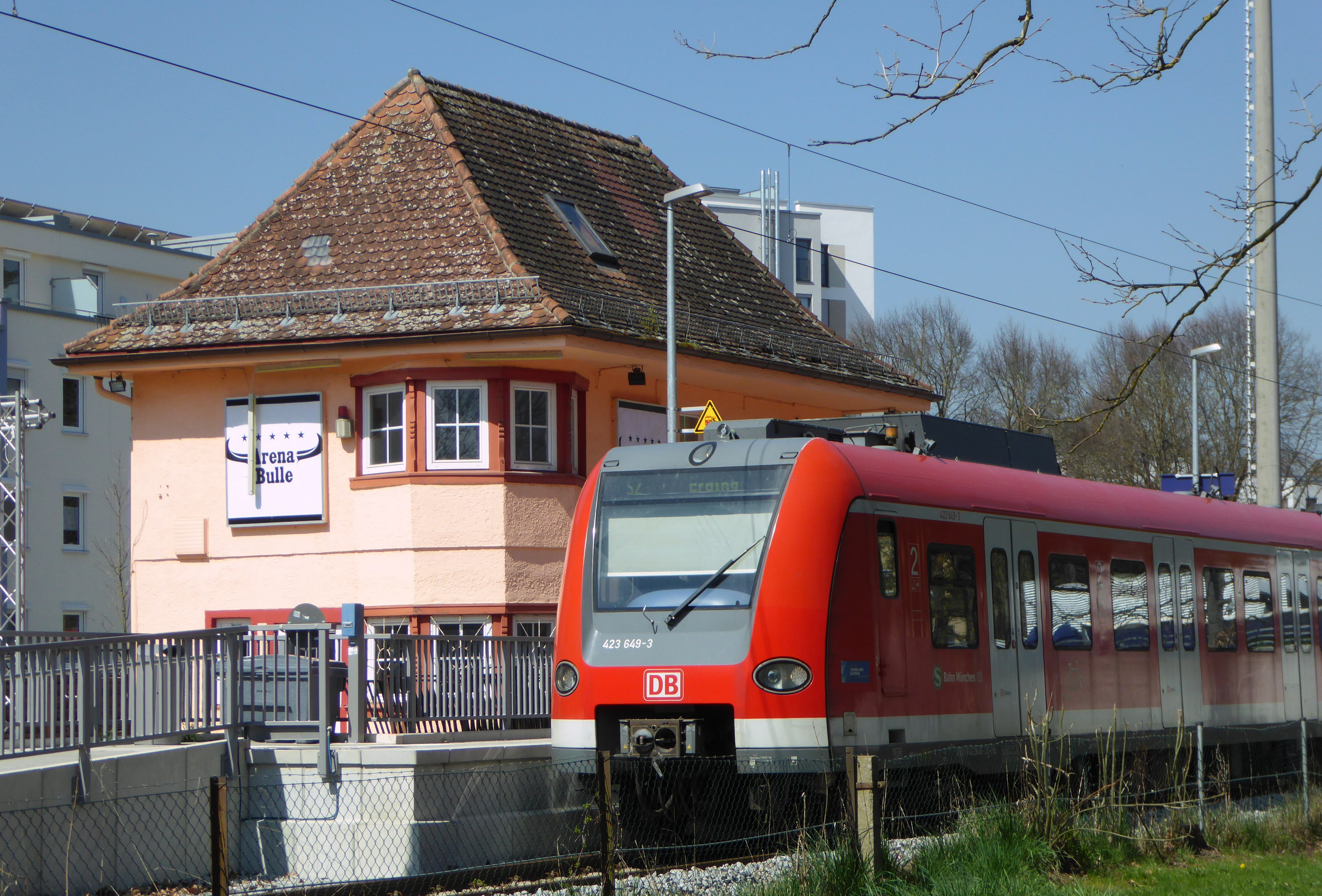
Triebwagen der Baureihe 423 in Dachau Stadt

Am 14. Dezember 2014 wurde der elektrische Betrieb der S2 auf der Strecke aufgenommen. Das Angebot wurde zur Hauptverkehrszeit vom Stunden- zum Halbstundentakt verdichtet, die Zahl der täglichen Züge wurde von 38 auf 57 angehoben. 39 Züge verkehren im Stundentakt direkt von Altomünster nach München und teilweise weiter nach Markt Schwaben und Erding, in der Hauptverkehrszeit mit Flügelung der S2 in Dachau nach Petershausen und Altomünster. Diese Züge werden mit den S-Bahn-Triebwagen der Baureihe 423 gefahren. Die restlichen Züge verkehren nur zwischen Altomünster und Dachau und stellen in der Hauptverkehrszeit einen Halbstundentakt her. Für den Einsatz dieser Verstärkerzüge kehrten Triebzüge der Baureihe 420 wieder ins Münchner S-Bahn-Netz zurück. Die Fahrzeit zwischen Dachau und Altomünster und umgekehrt verkürzte sich auf durchschnittlich 34 Minuten. Mit der Inbetriebnahme wurde das Verkehrsangebot zwischen München und Altomünster von 20:00 Uhr auf 1:30 Uhr und am Wochenende auf 2:30 Uhr ausgedehnt. Im April 2015 wurde über ein zweistelliges Wachstum der Fahrgastzahlen berichtet.

### Güterverkehr
Zur Zeit der Münchner Räterepublik war die Lokalbahn ein wichtiger wirtschaftlicher Faktor für die Revolutionsregierung. Das in der Papierfabrik in Dachau gedruckte Geld konnte ohne große Umwege direkt nach München transportiert werden.
Der früher recht rege Güterverkehr mit landwirtschaftlichen Produkten (Getreide, Milch, Vieh), Kohle, Baustoffen, Futter- und Düngemitteln wurde vor dem Umbau der Strecke 1982 größtenteils eingestellt.